# Medja

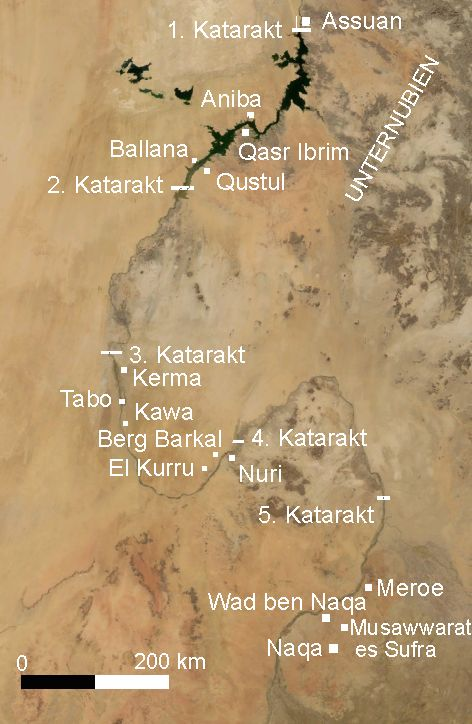
Nubien

Medja (auch Matoi, Madoi, Madai) ist eine altägyptische Bezeichnung einer Region zwischen dem dritten und vierten Nil-Katarakt. Der Name Medja leitet sich von der Benennung der Einwohner als „Jäger“ ab. 
Das alte Stammesgebiet umfasste die Orte Kawa, Kerma, Tabo, Berg Barkal und Nuri. In der ägyptischen Mythologie galt das Land Medja als Durchgangsland der altägyptischen Gottheit Min von Koptos. 
In einem Hymnus aus der Zeit des Neuen Reiches wird berichtet, wie Min auf seinem Rückweg von Punt über die Berge von Medja herabsteigt, um wohlduftenden Weihrauch mitzubringen.
Unter Thutmosis I. zog das ägyptische Heer in mehreren Feldzügen südwärts, was zu einer Einverleibung von Medja führte. Der Stammesname Medja entwickelte sich im weiteren Verlauf zum Synonym für die altägyptische Bezeichnung Soldat beziehungsweise zur Betitelung der Medjau-Einheiten (Medjai).